# Somalia i olympiska sommarspelen 2012
Somalia deltog i olympiska sommarspelen 2012 som ägde rum i London i Storbritannien mellan den 27 juli och den 12 augusti 2012. Ingen av landets deltagare erövrade någon medalj.

## Friidrott
- Huvudartikel: Friidrott vid olympiska sommarspelen 2012

Förkortningar
- Notera – Placeringar gäller endast den tävlandes eget heat
- Q = Kvalificerade sig till nästa omgång via placering
- q = Kvalificerade sig på tid eller, i fältgrenarna, på placering utan att ha nått kvalgränsen
- NR = Nationellt rekord
- N/A = Omgången inte möjlig i grenen
- Bye = Idrottaren behövde inte delta i omgången

Herrar
Bana och väg
| Idrottare              | Gren    | Heat     | Heat      | Semifinal        | Semifinal        | Final            | Final            |
| Idrottare              | Gren    | Resultat | Placering | Resultat         | Placering        | Resultat         | Placering        |
| ---------------------- | ------- | -------- | --------- | ---------------- | ---------------- | ---------------- | ---------------- |
| Mohamed Hassan Mohamed | 1 500 m | 3:46.16  | 13        | Gick inte vidare | Gick inte vidare | Gick inte vidare | Gick inte vidare |

Damer
Bana och väg
| Idrottare            | Gren  | Heat     | Heat      | Semifinal        | Semifinal        | Final            | Final            |
| Idrottare            | Gren  | Resultat | Placering | Resultat         | Placering        | Resultat         | Placering        |
| -------------------- | ----- | -------- | --------- | ---------------- | ---------------- | ---------------- | ---------------- |
| Zamzam Mohamed Farah | 400 m | 1:20.48  | 8         | Gick inte vidare | Gick inte vidare | Gick inte vidare | Gick inte vidare |